# ФК Синђелић Липница
ФК Синђелић Липница је фудбалски клуб из Липница, Град Лозница, Србија, и тренутно се такмичи у Мачванској окружној лиги, петом такмичарском нивоу српског фудбала.

## Историја
Фудбалски Клуб Синђелић Липница основан је 1991. године, односно под тим именом се такмичи од 1991. Клуб је основан 1947. године под именом Полет, и под тим именом се такмичио све до 1991. када на чело клуба долази Радован Игњатовић Рус и тада клуб добија назив Синђелић. Највећи успех клуба је играње у зони у два наврата. 2003. године из Мачванске окружне лиге клуб се пласирао у виши ранг Посавску зону где се такмичио две сезоне и прву сезону завршио на трећем месту. По други пут клуб се пласирао 2007. године у, тада, Зону Дунав где се такмичио у сезони 2007/08. где је играо са многим познатим клубовима као што су Лозница, ФК Будућност Ваљево, Раднички Стобекс, ВГСК, Врбовац, Крушик, Звижд, сезону је завршио на 16. месту и испао у нижи ранг Мачванску окружну лигу где се и данас такмичи. Клуб из Липнице од 1993. године није играо нижи ранг од МОЛ. Званичне боје клуба су плаво-беле, али, данас, клуб се снабдева опремом ФК Мајнц тако да су плаво-бели дресови замењени црвено-белим. Игралиште у Липници је капацитета око 500 гледалаца. Целокупна инфраструктура на стадиону изграђена је у периоду од 2000. до 2002. године, тако да сада клуб има услове за такмичење и у вишим ранговима од МОЛ.